# Kōgyoku
Kōgyoku (皇極天皇, Kōgyoku Tennō; 594 – 24 agosto 661) è stata un'imperatrice giapponese.

## Biografia
Kōgyoku salì al trono due volte: dal 642 al 645 e dal 655 al 661. Era la moglie dell'imperatore Jomei.
Divenne imperatrice con due nomi diversi: nel primo regno prese il nome di Kōgyoku, nel secondo quello di imperatrice Saimei (斉明天皇, Saimei Tennō).
Si sposò; due volte. Il suo secondo marito era un imperatore e divenne quindi anch'essa imperatrice, alla sua morte, avvenuta nel 642.
Ebbero tre figli: Nakanooe, Oama, Hashihito. Due di loro divennero a loro volta imperatori.